# Leandra Behr
Leandra Behr (5 de julio de 1996) es una deportista alemana que compite en esgrima, especialista en la modalidad de florete.
En los Juegos Europeos de Cracovia 2023 consiguió una medalla de bronce en la prueba por equipos. Ganó una medalla de bronce en el Campeonato Europeo de Esgrima de 2022, en la misma prueba.

## Palmarés internacional
| Juegos Europeos    | Juegos Europeos    | Juegos Europeos   | Juegos Europeos     |
| Año                | Lugar              | Medalla           | Prueba              |
| ------------------ | ------------------ | ----------------- | ------------------- |
| 2023               | Cracovia (Polonia) | Medalla de bronce | Florete por equipos |
| Campeonato Europeo |                    |                   |                     |
| Año                | Lugar              | Medalla           | Prueba              |
| 2022               | Antalya (Turquía)  | Medalla de bronce | Florete por equipos |